# Штиль-1

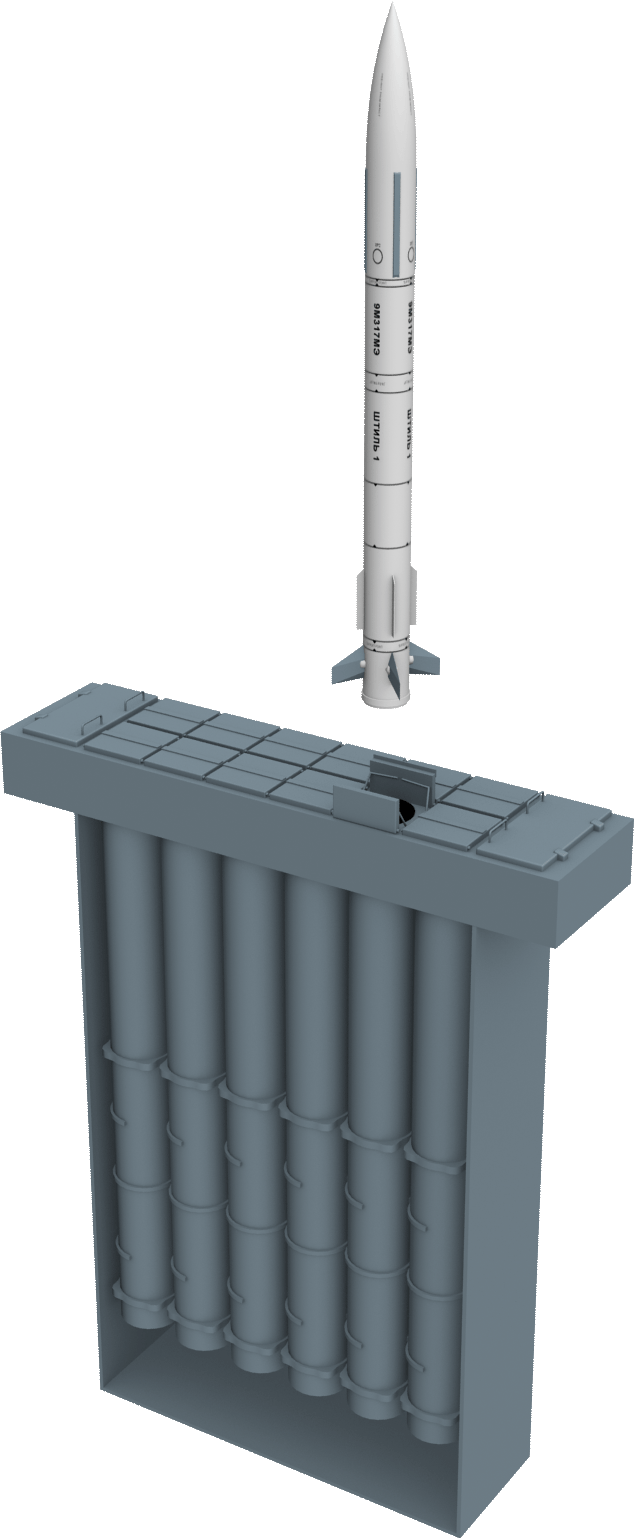
ЗРК 3С90М / експортний варіант — «Штиль-1»

ЗРК «Штиль-1» (індекс ГРАУ — 3С90Э.1 (пускова установка)) — російський багатоканальний зенітний ракетний комплекс корабельного базування із вертикальним стартом. Призначений для здійснення кругової оборони корабля від усіх засобів повітряного нападу, у тому числі для відбиття масованих ракетних та авіаційних атак, а також для завдання ударів по наземних і надводних цілях.
Передбачається, що «Штиль-1» замінить комплекси «Ураган», «Йож» (рос. Ёж) та їх експортні варіанти під назвою «Штиль», і також поставлятиметься на експорт.
Вперше комплекс було представлено на салоні ЄВРОНАВАЛЬ-2004. Розроблено Морським НДІ радіоелектроніки «Альтаїр».
Передбачувана назва комплексу для ВМФ Росії — ЗРК «Торнадо» або «Ураган-Торнадо» (Індекс УРАВ ВМФ 3К90М, за Jane's — ЗРК «Смерч» — синоніми) перетинається з назвою однойменної перспективної реактивної системи залпового вогню, втім як і РСЗВ «Ураган» та ЗРК «Ураган».

## Комплекс
Корабельний ракетний комплекс (індекс УРАВ ВМФ 3К90М) є сукупністю пускових установок з ракетами, системи управління вогнем і трьохкоординатної РЛС корабля. До складу кожного комплексу входить від 1 до 3 бойових модулів (від 12 до 36 ракет).
Модульна пускова установка складається з 12 транспортно-пускових контейнерів МС-487 з готовими до пуску ракетами, електронного блоку і блоку гідравлічної апаратури. На кораблі може бути розташована велика кількість бойових модулів. При заміні комплексу «Ураган» на есмінцях проєкту 956 в його ракетний льох встановлюється 3 модулі із загальним боєзапасом в 36 ракет.
Комплекс не має власної РЛС, інформацію про ціль він отримує від трьохкоординатної РЛС корабля. Система управління вогнем включає радіопередавачі підсвічування цілей, обчислювальний комплекс, оптико-електронні візири, систему управління та відображення інформації. Система управління вогнем змонтована у надбудовах корабля і дозволяє вести вогонь у будь-яких азимутальних напрямках.
«Штиль-1» використовує ракету 9М317МЭ, що є модифікацією ракети 9М317 ЗРК «Бук».
Пуск ракет здійснюється катапультним способом — порохова катапульта викидає ракету на 10 метрів над палубою, де вона здійснює доворот на ціль, після чого вмикаються маршеві двигуни. Це дозволяє забезпечити круговий захист корабля (сектор обстрілу в 360°), а також скорострільність у 30 пусків на хвилину, тому що відразу після виходу першої ракети може стартувати друга.
Розташування ракет в установці вертикального пуску дозволяє збільшити скорострільність у 6 разів порівняно із ЗРК «Ураган»/«Штиль» старого зразка (кожні 2 секунди замість 12)..

## Склад
- Корабельна багатоканальна система управління вогнем КМСУО 3Р91Э1
- Система внутрішньодивізійних записів ВДЗ «АЗОВ»
- Комплект пристроїв пам'яті УП-3М91Э1.1
- Модульна пускова установка ПУ 3С90Э.1
- Апаратура стартової автоматики АСА 3О90Э1.1
- Комплект ЗУР
- Комплекс базових засобів технічного обслуговування (КБСТО)
- Засоби технічного обслуговування (СТО)

## Характеристики
| Тактико-технічні характеристики ЗРК «Штиль-1» | Тактико-технічні характеристики ЗРК «Штиль-1» |
| --------------------------------------------- | --------------------------------------------- |
| час реакції з похідного стану                 | 5 — 10 с                                      |
| Кількість цілей, що одночасно обстрілюються.  | 2 — 12                                        |
| скорострільність                              | кожні 2 с                                     |
| боєзапас                                      | 12 / 24 / 36 ракети                           |
| Зона ураження                                 |                                               |
| за дальністю                                  | 2,5 — 50 км                                   |
| за висотою                                    | 5 — 15 000 м                                  |
| за азимутом                                   | 360°                                          |
| за кутом місця                                | 0 — 90°                                       |

## Користувачі
- Росія: фрегати проєкту 11356

## Бойове використання

### Російське вторгнення в Україну
За повідомленнями російських ЗМІ, у квітні 2022 року з комплексу Штиль-1 фрегат «Адмірал Ессен» здійснив обстріл українського БПЛА поблизу тимчасово окупованого Криму.